# Tekla Teresa Łubieńska
Tekla Teresa Łubieńska herbu Pomian (ur. 6 czerwca 1767 w Warszawie, zm. 15 sierpnia 1810 w Krakowie) – polska dramatopisarka, poetka i tłumaczka.

## Życiorys
Urodziła się 6 czerwca 1767 w Warszawie. Córka Franciszka Bielińskiego starosty czerskiego (późniejszego pisarza wielkiego koronnego) i Krystyny Justyny Sanguszkówny, córki Karola Pawła Sanguszki, żona Feliksa Łubieńskiego, matka: Henryka, Tomasza, Jana, Józefa i Tadeusza. W wieku 11 lat (1778) straciła matkę. Od tego czasu wychowywała się (otrzymała francuskie wychowanie) u babki, Barbary Sanguszkowej, wdowy po marszałku wielkim litewskim – początkowo na Litwie, następnie w Warszawie i Poddębicach, będących wówczas letnią rezydencją rodu Sanguszków. 6 listopada 1782 w kościele pw. św. Katarzyny w Poddębicach poślubiła Feliksa Łubieńskiego, starostę nakielskiego, i zamieszkała w powiecie kaliskim, w Szczytnikach (majątek męża). Podczas Targowicy wyjechała wraz z dziećmi do Pragi. Po powrocie do kraju osiadła z rodziną w nowym majątku męża, w podkrakowskiej Zagości (nabytej jako starostwo w roku 1785). Poświęcała się wówczas całkowicie życiu rodzinnemu (była matką 10 dzieci!). Zmarła nagle w wieku 43 lat, 15 sierpnia 1810 w Krakowie.

## Twórczość
Polska dramatopisarka, poetka i tłumaczka. W okresie Sejmu Czteroletniego pisała wierszyki patriotyczne. Początkowo zajmowała się pisaniem przede wszystkim komedii, prawdopodobnie także „różnych komedyjek” dla dzieci. Była autorką dramatów historycznych: Wanda, królowa polska (1806), Karol Wielki i Witykind (1807). Tłumaczyła też dzieła Jeana Baptista Racine’a  oraz Woltera.

### Ważniejsze utwory
- (Wiersze liryczne), niewydane, kilka utworów przytaczają: H. Skimborowicz, „Zorza” 1843; S. z Ż. P. (Pruszakowa), „Tygodnik Ilustrowany” 1863, nr 191-192, (według Skimborowicza: wiele przez nią wierszem pisanych modlitw znajduje się drukiem ogłoszonych w niedawno nawet wydanych książkach polskich do nabożeństwa, ale bez podpisu)
- Wanda. Tragedia w 5 aktach[2], powst. przed 2 marca 1806, wyst. Warszawa 17 kwietnia 1807, z rękopisu Biblioteki Teatrów Miejskich w Warszawie nr 9 wyd. J. Ujejski, Warszawa 1927, „Biblioteka Zapomnianych Utworów Dramatycznych” nr 1
- Karol Wielki i Witykind. Drama historyczne we 2 aktach wierszem, z muzyką J. Elsnera, reprezentowane pierwszy raz na Teatrze Narodowym dnia 5 grudnia 1807..., Warszawa 1808 (2 wydania)[3]
- Wiersz do Ludwika Osińskiego, w odpowiedzi na jego wiersz Do JW Hrabiny Tekli z Bielińskich Łubieńskiej w dzień jej imienin dn. 23 września 1808, wyd. w: L. Osiński: Dzieła t. 1, Warszawa 1861, s. 410.

### Przekłady
- Elfryda. Tragedia na wzór dramatów greckich, z angielskiego, niewydana, (o tej pozycji i następnych informuje S. Pruszakowa)
- P. A. Metastasio: Siroe, niewydana
- J. Racine: Andromaka, niewydana
- Wzór męża i ojca. Komedia z francuskiego, niewydana
- Voltaire: Szczebiotliwy, niewydana.

Według Skimbirowicza: kilka tłumaczeń teatralnych Woltera – winna scena polska Łubieńskiej, ale tytułów nie wymienia. Urywek tłumaczenia Łubieńskiej z wiersza A. Deshoulières ogłosił „Tygodnik Ilustrowany” 1863, t. 1, nr 191-192.

### Listy
- Do syna, Tomasza, z 14 czerwca 1806, ogł. R. Łubieński: Generał Tomasz Pomian hr. Łubieński t. 1, Warszawa 1899, s. 13.